# Свиной олень
Свиной олень (Axis porcinus) — парнокопытное млекопитающее, обитающее на Индо-Гангской равнине в Пакистане, северной Индии, Непале, Бангладеше и на материковой части Юго-Восточной Азии. Он также встречается в западном Таиланде и на юго-западе провинции Юньнань в Китае. Завезённые популяции существуют в Австралии.
Своё название получил за похожую на манеру передвижения свиней, в которой он бежит по лесам (с низко опущенной головой), чтобы легче нырять под препятствиями, а не перепрыгивать через них, как делает большинство других оленей.

## Таксономия
Cervus porcinus — научное название, использованное Эберхардом фон Циммерманом в 1777 и 1780 годах, основанное на более раннем описании свиного оленя, привезённого в Англию из Индии.
Он был отнесён к роду Axis Уильямом Джардином в 1835 году и Брайаном Ходжсоном в 1847 году.
В 2004 году было предложено поместить его в род Hyelaphus. Предложение не было принято, и большинство авторов оставили его в рамках Axis. Подвид, A. p. annamiticus, когда-то считался отдельным видом, но теперь обычно считается тем же самым видом, что и A. porcinus.

## Описание

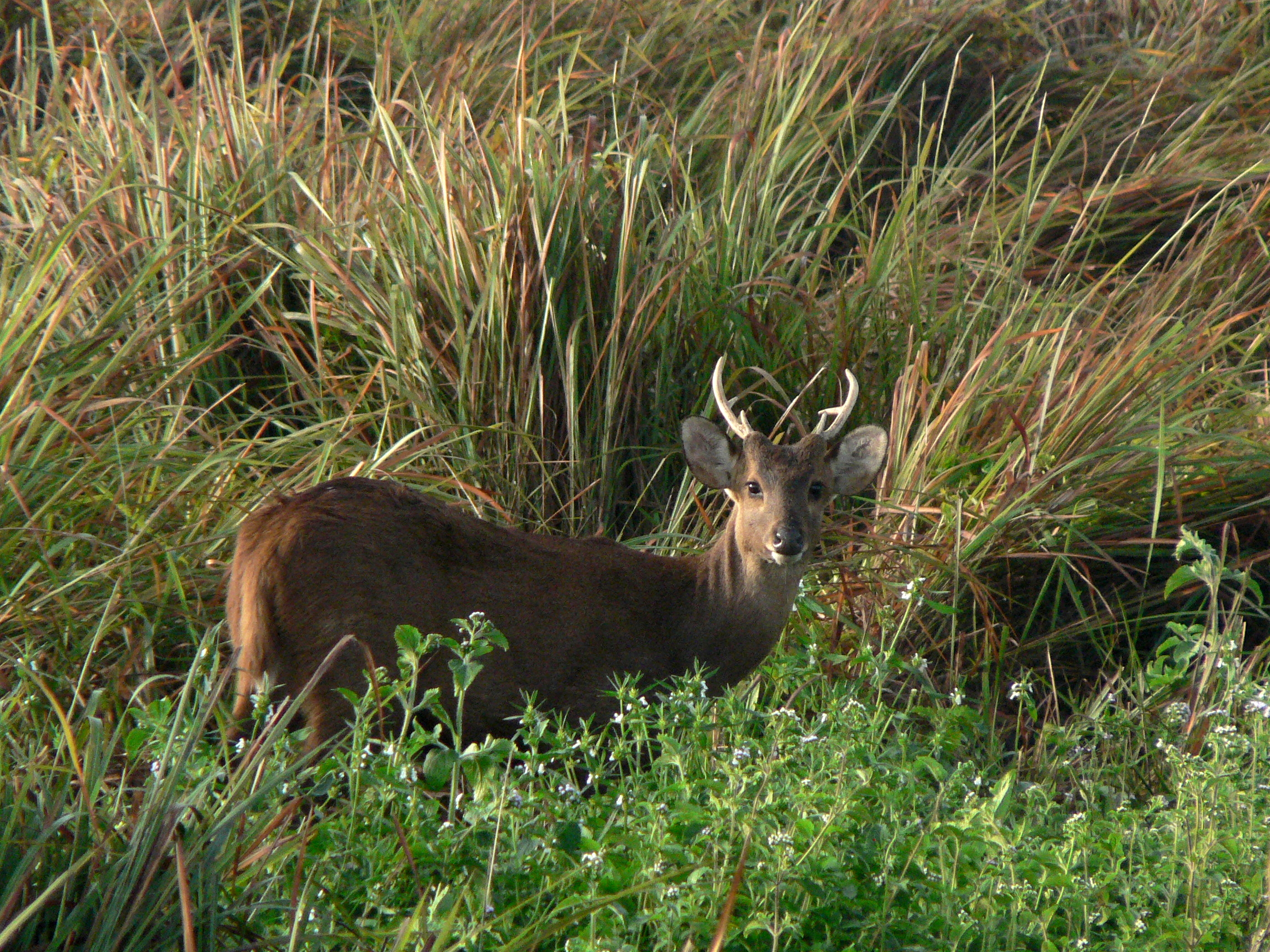
Молодой самец свиного оленя в Ассаме

Взрослый свиной олень имеет рост около 70 сантиметров (28 дюймов) и весит примерно 50 килограммов (110 фунтов); самки намного меньше, ростом около 61 сантиметра (24 дюйма) и весом около 30 килограммов (66 фунтов). Они очень крепко сложены, с длинным туловищем и относительно короткими ногами; линия спины поднимается вверх от плеч к высокому крупу. Уши округлые; у пожилых животных, как правило, морда и шея становятся светлыми.
Шерсть свиного оленя довольно густая и зимой обычно однородного темно-коричневого цвета, за исключением нижней части тела и ног, которые светлее по цвету. В конце весны начинается переход на летнюю шерсть насыщенного красновато-коричневого цвета, хотя у разных особей оттенок может варьироваться. У многих свиных оленей на спине есть темная полоса, идущая вниз от головы по задней части шеи и вдоль позвоночника. Летом обычно имеется равномерный ряд светлых пятен по обе стороны спинной полосы от плеч до крестца. Хвост довольно короткий и коричневый, но с белым кончиком. Нижняя сторона хвоста белая, и олень может распушить белые волоски как предупреждение остальных в случае тревоги.
Рога взрослого свиного оленя обычно трёхзубые, с надбровным выступом и сплошным главным лучом, оканчивающимся внутренними и внешними верхними зубцами. Однако рога с большим количеством острых зубцов не являются редкостью. Отличительными чертами типичных рогов свиного оленя являются острый угол между надбровными дугами и главным лучом, а также тот факт, что внутренние вершины обычно короткие и располагаются под углом назад от главного луча и поперек к противоположному рогу.

## Поведение и экология

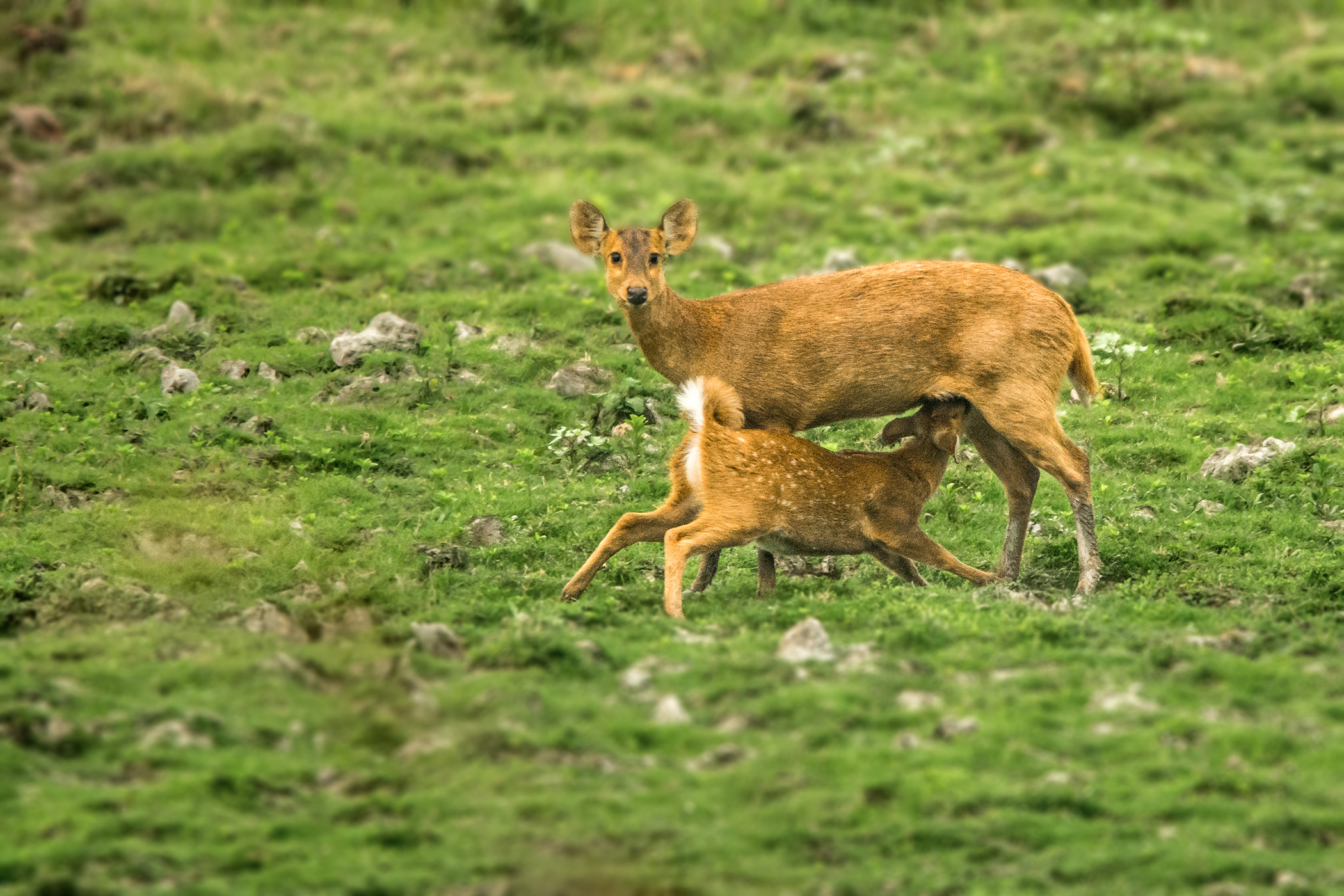
Самка кормит оленёнка в Казиранге, Индия

Свиной олень образует стада только при благоприятных условиях и чаще всего живёт поодиночке. Встревоженный олень издает свистящий звук или предупреждающий лай. Ареалы обитания сильно различаются по размерам, но в среднем составляют около 0.70 км2. Самцы агрессивны и могут стать территориальными при низкой плотности популяции, отмечая границы выделениями желез. Во время гона самцы собираются на открытых лугах, копая землю рогами во время встреч с соперниками. Гаремы не создаются, когда самцы ухаживают и защищают одну самку в любой момент времени. В отличие от многих других видов оленей, у свиных оленей нет гона. Плотность популяций может составлять всего 0,1 особи на квадратный километр в речных долинах, увеличиваясь до более чем 19 особей на квадратный километр в травянистых поймах. Два подвида. Предпочитает равнинную местность.

### Враги
Бенгальский тигр, леопард и дымчатый леопард являются естественными врагами свиного оленя.